# Targ
Targ è un videogioco arcade sparatutto a schermata fissa, sviluppato e pubblicato da Exidy nel 1980. Il titolo venne concesso in licenza a Sega per la distribuzione in Giappone.
Non ci furono conversioni ufficiali del gioco per piattaforme domestiche, ma Targ ispirò numerose varianti e imitazioni in quegli anni, tra cui Crossfire e Bedlam.
Il seguito arcade è Spectar (Exidy, 1980), che aggiunge oggetti da raccogliere, barriere tra i blocchi e ambientazioni variabili.

## Modalità di gioco
In Targ, il giocatore osserva dall'alto un'area della metropoli avveniristica chiamata "The Crystal City", che si configura infatti come una griglia; i quattro lati di essa sono regolari, misurando 9 centimetri ognuno; le strade, tutte ad angolo retto, delimitano edifici di forma rettangolare. In tutti i livelli il giocatore pilota un'automobilina verde, il cui nome è Wummel, con la quale deve sparare ai nemici evitando di farsi speronare da essi.
La maggior parte dei nemici è costituita dai Targ, che appaiono sotto forma di piccole frecce rosse. C'è poi un altro nemico, Specter Smuggler, più piccolo dei Targ, di colore chiaro, presente anch'esso in ogni livello: appare quando sono rimasti pochi Targ (uscendo da uno degli edifici), e la sua eliminazione conferisce un notevole bonus punti. Dopo che tutti i nemici sono stati tolti di mezzo, si passa a un nuovo livello. Nessun nemico è in grado di sparare, ma il completamento di ogni livello è tutt'altro che facile in quanto la velocità dei Targ è in aumento continuo; inoltre sia Specter Smuggler sia i Targ possono invertire il senso di marcia.
Si usano un joystick, per muoversi, e un tasto, per sparare ai nemici. Il giocatore ha cinque vite a disposizione, mentre i livelli sono infiniti.